# Joeri Van de Velde
Joeri Van de Velde (Antwerpen, 14 februari 1971) is een Belgisch voormalig voetbalscheidsrechter. Hij is salesmanager van beroep.

## Carrière
Van de Velde floot in 1987 zijn eerste jeugdwedstrijd als scheidsrechter. Tot daarvoor had hij de ambitie om doelman te worden, maar een blessure gooide roet in het eten. Op 24-jarige leeftijd maakte de Antwerpenaar de overstap naar de nationale voetbalreeksen. In januari 2001 maakte Van de Velde zijn debuut in de Belgische Eerste klasse. Het ging om een duel tussen AA Gent en Eendracht Aalst. Drie jaar later mocht hij ook zijn eerste internationale wedstrijd fluiten. In september 2007 raakte hij zijn FIFA-badge kwijt aan collega Jérôme Efong Nzolo. Vanaf 2010 kreeg Van de Velde regelmatig topwedstrijden toegewezen. Hij floot soms ook wedstrijden in de Nederlandse Eredivisie.
Op 13 juli 2005 leidde Van de Velde in de voorrondes van UEFA Champions League een duel tussen Liverpool FC en The New Saints. Hij noemde het later het hoogtepunt uit zijn carrière.
Van de Velde maakte op 14 januari 2017 bekend dat hij per direct stopte als scheidsrechter.